# Adam Clarke
Retrato de Adam Clarke
Adam Clarke (Moybeg Kirley, condado de Derry, 1762 – Londres, 26 de agosto de 1832) foi um escritor irlandês e estudioso bíblico. Como escritor e estudioso bíblico, ele publicou um influente comentário bíblico entre outras obras. Além disso, foi um teólogo metodista que serviu três vezes como presidente da Conferência Metodista Wesleyana (britânica: 1806–1807, 1814–1815 e 1822–1823) e da Conferência irlandesa (1811, 1812, 1816 e 1822).

## Biografia

### Juventude e educação
Clarke nasceu em 1760 ou 1762, na townland de Moybeg Kirley, perto de Tobermore, no condado de Londonderry, na atual Irlanda do Norte. Seu pai, um anglicano, era professor e fazendeiro na aldeia; sua mãe era presbiteriana. Sua infância consistiu em uma série de contratempos que ameaçaram sua vida. Após ter recebido uma educação muito limitada, foi trabalhar como aprendiz de um fabricante de roupas, mas, achando o emprego desmotivador, retomou a vida escolar na instituição fundada por John Wesley em Kingswood, perto de Bristol.
Em 1778, aos quatorze anos, o reverendo John Wesley o convidou para ser aluno do seminário metodista recentemente fundado em Kingswood. Em 1779, ele se converteu ao metodismo após ouvir um pregador.

### Carreira

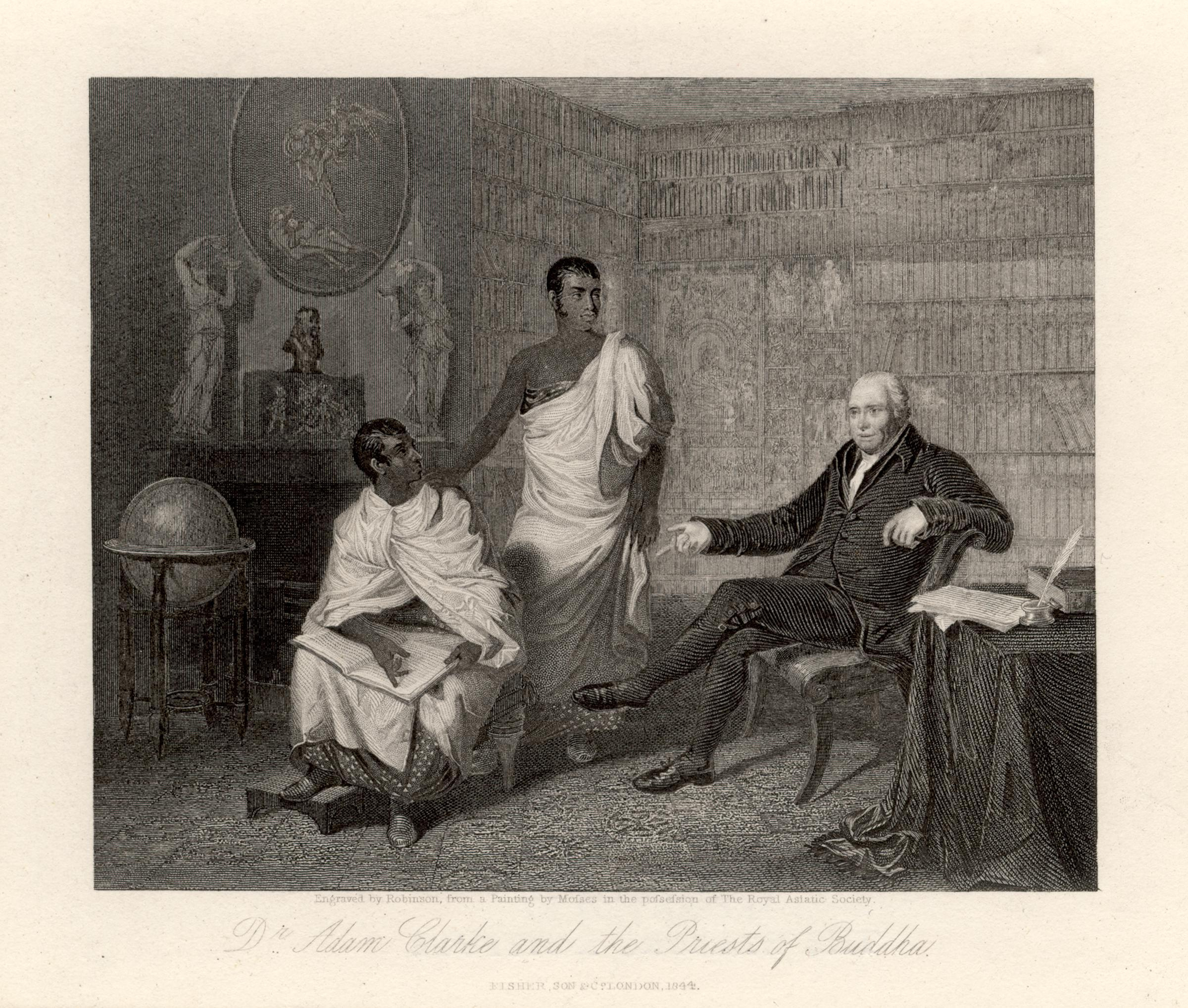
Dr. Adam Clarke e os Sacerdotes de Buda, gravura por Robinson de uma pintura de A. Mosses, 1844. National Portrait Gallery, Londres

Em 1782, aos dezenove anos, tornou-se um pregador itinerante, nomeado para o circuito de Bradford, Wiltshire, até 1805. Posteriormente, residiu principalmente em Londres e dedicou grande parte de seu tempo à pesquisa literária.
Embora não fosse o segundo em importância nos trabalhos do ministério, Clarke era um estudioso assíduo. Primeiro, os clássicos atraíram sua atenção especial, depois os primeiros pais cristãos e, em seguida, os escritores orientais; hebraico, siríaco, árabe, persa, sânscrito e outras línguas orientais, com a literatura que elas representavam, estavam entre os temas de seu estudo. A ciência natural era seu assunto favorito, e tinha interesse no que é chamado de ciências ocultas. Contribuiu para a Eclectic Review desde a data de sua criação, em 1804, e prestou muita assistência literária à British and Foreign Bible Society.
Em 1807, recebeu o diploma de Master of Arts da universidade e do King's College, Aberdeen. Em 1808, a Universidade de Aberdeen conferiu a Clarke o título honorário de Legum Doctor, a mais alta honra acadêmica da universidade.
Em 1815, Clarke se mudou e residiu em uma propriedade em Millbrook, Bedford, por vários anos. Em 1823, Clarke mudou-se para Londres e, posteriormente, para Haydon Hall, onde residiu até sua morte.

### Ministério
Como pregador, ele logo se tornou extremamente popular. Alcançou uma posição de destaque no corpo wesleyano. Clarke foi três vezes presidente da Conferência metodista, em 1806, 1814 e 1822. No início, foi transferido de um lugar para outro, conforme a organização wesleyana, contratado em vários momentos na Irlanda, Escócia, Ilhas do Canal e Shetland (1826). Clarke era um pregador de raro poder e dons e, especialmente em seus últimos anos, pregou para igrejas lotadas.

### Pedra de Roseta
Clarke era historiador e estudioso amador e convidado por Brandt, secretário da Royal Society of Antiquarians, para ver a recém-adquirida Pedra de Roseta. Naquela época, em 1803, a escrita e a composição da pedra não haviam sido traduzidas, nem os três idiomas haviam sido identificados positivamente. Clarke propôs que a pedra era de basalto, uma teoria que, embora recentemente tenha sido considerada incorreta, era tida como correta até o final do século XX, quando foi desenvolvido um equipamento de escaneamento melhor. Ele também propôs que o terceiro idioma era o copta (na verdade, era o demótico, uma forma anterior do idioma egípcio que se tornaria o copta), uma pista usada por Jean-François Champollion, que concluiu com sucesso a tradução em 1822.

### Associações
Clarke foi eleito membro de seis das sociedades mais eruditas de sua época. Foi membro da British and Foreign Bible Society, membro da American Antiquarian Society em 1816, membro da Real Academia da Irlanda, associada da Sociedade Geológica de Londres, membro da Royal Asiatic Society e membro do American Historical Institute.

### Morte
Clarke morreu de um ataque de cólera em 26 de agosto de 1832. Há um memorial para Adam Clarke em Portrush, Antrim, condado de Antrim.

## Contribuição teológica

### Comentário sobre a Bíblia
Ele é lembrado principalmente por escrever um comentário sobre a Bíblia que levou 40 anos para ser concluído (1831) e que foi um recurso teológico metodista primário por dois séculos. Os comentários sobre essa obra são variados, mas reconhecem sua erudição. Sozinho, ele produziu quase a metade do material que os vários estudiosos que colaboraram em The Interpreters' Bible, em doze volumes. Seu comentário, especialmente o do Apocalipse, identificou a Igreja Católica com o Anticristo.
Clarke seguiu Wesley ao se opor a um esquema calvinista da salvação, preferindo, em vez disso, as posições wesleyanas-arminianas com relação à predestinação, à graça preveniente, à oferta de justificação a todas as pessoas, à possibilidade de inteira santificação e à garantia da salvação.

### Visões teológicas
Como teólogo, Clarke reforçou os ensinamentos do fundador metodista John Wesley. Ensinou que a Bíblia fornece uma interpretação completa da natureza e da vontade de Deus. Considerava a própria Escritura um milagre da graça de Deus que “tira o véu da escuridão e da ignorância”.
Talvez sua posição mais controversa seja a da filiação eterna de Jesus. Clarke não acreditava que fosse biblicamente fiel afirmar essa doutrina, sustentando que, antes da Encarnação, Jesus era “não originado”. Caso contrário, segundo Clarke, ele estaria subordinado a Deus e, portanto, não seria totalmente divino. Isso era importante para Clarke porque ele achava que a divindade de Jesus era crucial para a compreensão da expiação.
A opinião de Clarke foi contestada por muitos metodistas, especialmente Richard Watson. Watson e seus aliados argumentaram que a posição de Clarke colocava em risco a integridade da doutrina da Trindade. A visão cristológica de Clarke foi rejeitada na maioria pelos teólogos metodistas em favor da perspectiva tradicional.

### Apoio ao abolicionismo
Ele se uniu a outros ministros para ser um dos primeiros críticos da escravidão. Em seu comentário sobre Isaías 58:6, ele escreve:
“Deixem os oprimidos livres — Como pode uma nação pretender jejuar ou adorar a Deus, ou ousar professar que acredita na existência de tal Ser, enquanto realiza o comércio de escravos e trafica as almas, o sangue e os corpos dos homens? Ó vocês, os mais flagrantes dos escravos e os piores dos hipócritas, tirem imediatamente a máscara da religião e não aprofundem sua perdição sem fim, professando a fé em nosso Senhor Jesus Cristo enquanto continuam nesse tráfico!”.

## Publicações
Aqui estão livros importantes escritos por Clarke. Há também: três volumes de Sermões, além de vários discursos individuais e peças separadas; e muitos artigos anônimos no Classical Journal, no Eclectic Review e em vários outros periódicos respeitáveis. A esses, pode-se acrescentar a nova edição para a Comissão de Registros da Foedera de Thomas Rymer, em fólio, da qual ele viu o primeiro volume, e parte do segundo, ser impresso. A edição foi abandonada devido à insatisfação com seus esforços.
- Clarke, Adam (1797). A dissertation on the use and abuse of tobacco (em inglês). Londres: Printed for G. Whitefield
- Clarke, Adam (1800). The Christian prophet and his work. A discourse on 1 Corinthians XIV. 3. By Adam Clarke (em inglês). Londres: Printed by G. Story: Sold by G. Whitfield; and J. Butterworth
- Clarke, Adam (1802). A bibliographical dictionary: containing a chronological account ... of the most curious ... and important books ... to which are added, an essay on bibliography ... and an account of the best English translation of each Greek and Latin classic. (6 volumes) (em inglês). 1. Liverpool: Printed by J. Nuttall, for W. Baynes, Londres
- Clarke, Adam (1802). A bibliographical dictionary: containing a chronological account ... of the most curious ... and important books ... to which are added, an essay on bibliography ... and an account of the best English translation of each Greek and Latin classic. (6 volumes) (em inglês). 6. Liverpool: Printed by J. Nuttall, for W. Baynes, Londres
- Baxter, Richard; Clarke, Adam (1802). A Christian directory, or, Sure guide to present and eternal happiness (2 volumes) (em inglês). Liverpool: Printed by J. Nuttall
- Clarke, Adam (1802). A short history of the ancient Israelites : with an account of their manners, customs, laws ... a work of the greatest utility to all those who read the Bible ... (em inglês). Londres: W. Baynes
- Clarke, Adam (1806). The bibliographical miscellany ; or, supplement to the Bibilographical Dictionary (2 volumes) (em inglês). 2. Londres: Printed for W. Baynes, Paternoster-Row
- Clarke, Adam (1807). A Concise View of the Succession of Sacred Literature ... from the invention of alphabetical characters to the year of our Lord 345 (em inglês). Londres: [s.n.]
- Baxter, Richard; Harmer, Thomas (1816). Harmer's observations on various passages of scripture,... (4 volumes) (em inglês). 1. Londres: Lackington and Co.
- Baxter, Richard; Harmer, Thomas (1816). Harmer's observations on various passages of scripture,... (4 volumes) (em inglês). 4. Londres: Lackington and Co.
- Clarke, Adam (1816). The doctrine of salvation by faith proved, or, An answer to the important question, What must I do to be saved? (em inglês). Londres: Clarke
- Clarke, Adam (1817). The Holy Bible : containing the Old and New Testaments : the text carefully printed from the most correct copies of the present Authorized translation, including the marginal readings and parallel texts : with a commentary and critical notes designed as a help to a better understanding of the sacred writings (8 volumes) (em inglês). Nova Iorque: Daniel Hitt and Abraham Paul
- Clarke, Adam (1819). A letter to a preacher, on his entrance into the work of the ministry (em inglês). Londres: Butterworth and Son
- Clarke, Adam; Coke, Thomas (1820). Clavis Biblica : or, a compendium of scriptural knowledge containing a general view of the contents of the Old and New Testaments... (em inglês). [Nova Iorque]: [Carlton and Lanahan]
- Clarke, Adam (1828). Discourses on various subjects relative to the being and attributes of God : and his works in creation, providence, and grace (4 volumes) (em inglês). 1. Londres: T. and T. Clarke
- Clarke, Adam (1829). Extracts from the journal and correspondence of the late Mrs. M.M. Clough, wife of the Rev. Benjamin Clough, missionary in Ceylon (em inglês). Londres: Mason
- Clarke, Adam (1833a).  Clarke, J.B.B., ed. An account of the infancy, religious, and literary life of Adam Clarke, LL. D., F.A.S., &c. (em inglês). Nova Iorque: D. Appleton & Co.
- Clarke, Adam (1833b).  Clarke, J.B.B., ed. An account of the infancy, religious, and literary life of Adam Clarke, LL. D., F.A.S., &c. (em inglês). 1. Londres: T. S. Clarke
- Clarke, Adam (1833c).  Clarke, J.B.B., ed. An account of the infancy, religious, and literary life of Adam Clarke, LL. D., F.A.S., &c. (em inglês). 2. Londres: T. S. Clarke
- Clarke, Adam (1833d).  Clarke, J.B.B., ed. An account of the infancy, religious, and literary life of Adam Clarke, LL. D., F.A.S., &c. (em inglês). 3. Londres: T. S. Clarke
- Clarke, Adam (1836). Memoirs of the Wesley family : collected principally from original documents (em inglês). Londres: Printed for T. Tegg & Son
- Clarke, Adam (1836). The miscellaneous works of Adam Clarke (13 volumes) (em inglês). 1. Londres: Printed for Thomas Tegg
- Clarke, Adam (1851). Christian Theology (em inglês). Nova Iorque: Lane & Scott
- Clarke, Adam (1874). Entire sanctification (em inglês). Philadelphia: E. Jones

## Na literatura
Em 1834, Lydia Sigourney publicou seu poema On the Death of Dr. Adam Clarke.
A ilustração poética, Dr. Adam Clarke and the Two Priests of Buddha (Dr. Adam Clarke e os dois sacerdotes de Buda), de Letitia Elizabeth Landon, baseia-se em uma gravura de um incidente na vida do Dr. Clarke, pintada por A. Mosses. Ela está incluída no Fisher's Drawing Room Scrap Book, de 1836, e, como as notas anexas se referem a Liverpool, presumivelmente ocorreu no final de sua vida.

## Leituras adicionais
- Everett, James (1843). Adam Clarke Portrayed (em inglês). 1. Londres: Hamilton, Adams, and Co., Paternoster Row
- Everett, James (1843). Adam Clarke Portrayed (em inglês). 2. Londres: Hamilton, Adams, and Co., Paternoster Row
- Everett, James (1843). Adam Clarke Portrayed (em inglês). 3. Londres: Hamilton, Adams, and Co., Paternoster Row
- Sellers, Ian (1976). Adam Clarke, controversialist : Wesleyanism and the historic faith in the age of Bunting (em inglês). St Columb Major: Wesley Historical Society